# Hypena signata
Hypena signata är en fjärilsart som beskrevs av Arnold Spuler 1908. Hypena signata ingår i släktet Hypena och familjen nattflyn. Inga underarter finns listade i Catalogue of Life.